# Antonio Corazzi
Giuseppe Antonio Corazzi, meglio noto solo come Antonio Corazzi (Livorno, 17 dicembre 1792 – Firenze, 26 aprile 1877), è stato un architetto italiano, esponente del Neoclassicismo e attivo per quasi trent'anni in Polonia, prima di ritornare in Italia.
A lui si devono alcune delle principali e iconiche architetture della città polacca di Varsavia, come il Grande Teatro e il Palazzo Staszic.

## Biografia

### Nascita e formazione

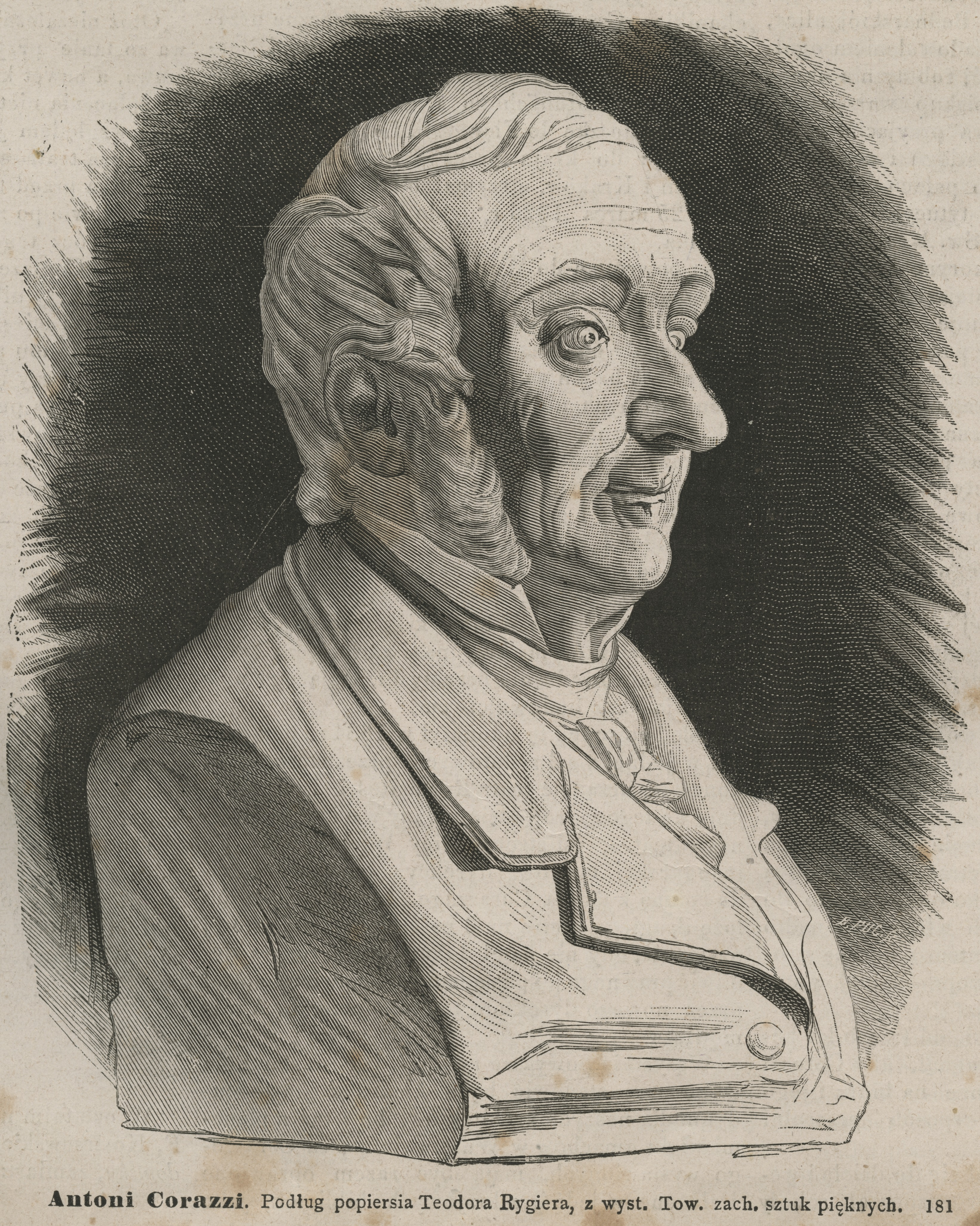
L'architetto Antonio Corazzi in un'incisione

Giuseppe Antonio Corazzi nacque il 17 dicembre 1792 a Livorno (all'epoca parte del Granducato di Toscana), figlio dell'impresario artistico Vincenzo di Antonio Corazzi e di Antonia Gaetana di Bartolomeo Andolfati, trascorrendo l'infanzia nella casa paterna ubicata nei locali del Teatro degli Avvalorati. Aveva un fratello di nome Aurelio Corazzi, che nacque verso il 1806 e morì a Varsavia il 20 settembre 1871 e che si recò anche lui nella capitale polacca (come farà in futuro Antonio Corazzi), dove lavorò come costruttore ad opere del fratello, oltre che collaborare con gli architetti Jan Jakub Gay e L. Smiecinski.
Avendo raggiunto l'età adatta per iniziare la carriera scolastica, venne inviato a Firenze a studiare presso gli Scolopi. Qui, una volta terminati gli studi superiori, si iscrisse alla facoltà di architettura dell'Accademia di belle arti di Firenze come uno dei "giovani meritevoli" della Comunità di Livorno, alla quale inviò annualmente disegni per attestare il suo progredimento accademico, ed ebbe dal 1810 al 1815 come insegnanti alcuni degli allievi dell'architetto Gaspare Maria Paoletti, in particolar modo l'architetto Giuseppe del Rosso. Inoltre, durante questi anni, Corazzi partecipò anche a due dei consueti concorsi indetti dall'Accademia: inizialmente partecipò a un concorso minore della classe di architettura nell'ottobre del 1811, arrivando al secondo posto con alcuni saggi di "disegno d'invenzione", venendo preferito al suo posto il coetaneo Gaetano Baccani; successivamente partecipò al prestigioso concorso triennale del 1816 per il progetto di una "chiesa metropolitana per una gran capitale", venendo sfavorito nuovamente in favore del coetaneo Giuseppe Martelli, fatto che lo spinse a chiedere invano un ricorso al Granduca stesso, che tuttavia gli portarono solo le critiche per presunzione del personale accademico e gli resero ancor più duro l'inserirsi nel già difficile ambiente fiorentino.
Dopo gli anni accademici fece pratica nello studio del suo maestro Giuseppe del Rosso, che gli permetterà anche di partecipare nell'unica opera architettonica ad essere stata realizzata dal Corazzi prima della sua partenza da Firenze: la grande e innovativa arena del Teatro Goldoni (realizzato da Del Rosso, che si avvalse anche della partecipazione di Ridolfo Castinelli per il salone da ballo), inaugurata nel 1818.

### Trasferimento e carriera in Polonia
La difficoltà nell'inserirsi nell'ambiente professionale fiorentino potrebbe essere uno dei principali motivi del trasferimento di Corazzi da Firenze a Varsavia, in Polonia, favorito principalmente dallo statista Stanisław Staszic: infatti, questi aveva conosciuto e apprezzato gli ambienti artistici fiorentini nel suo soggiorno tra il 1790 e il 1791 e successivamente, in un periodo contraddistinto da un nuovo e grande movimento di rinnovamento architettonico nel Regno di Polonia, decise di rinnovare la tradizionale presenza artistica italiana in patria, che aveva già promosso in passato l'arte del pittore Bernardo Bellotto (il "secondo" Canaletto) e dell'architetto Domenico Merlini.

#### Prima fase: 1819–1830
Al tempo dell'arrivo di Corazzi nella capitale polacca la scena artistica locale era dominata dagli architetti Chrystian Piotr Aigner e Jakub Kubicki (quest'ultimo allievo del citato Merlini), ma l'architetto italiano non impiegò molto tempo ad imporsi sulla scena architettonica e surclassare i primi protagonisti menzionati.
Il lavoro di Corazzi riuscì ad adattarsi molto rapidamente al clima architettonico locale e nel primo decennio della sua attività polacca ebbe sempre più incarichi pubblici di notevole prestigio, imponendosi come l'emblema del Neoclassicismo a Varsavia e in Polonia. I primi progetti comprendono la ricostruzione della Casa della Società di Beneficenza nel 1819 e l'edificazione di Palazzo Hołowczyc per l'allora vescovo Szczepan Hołowczyc nel 1820 (distrutto nel 1912), realizzati prima dell'ingresso di Corazzi come "costruttore generale governativo" nel Consiglio Edile del Ministero degli Affari Interni, che lo portò a realizzare l'opera che lo consacrò sulla scena artistica cittadina: il Palazzo Staszic. Questo palazzo, sede della Societas Scientiarum Varsaviensis, venne realizzato nel 1820 per volere di Stanisław Staszic e il Corazzi lo progettò in maniera imponente, dotandolo di un basamento a loggiato in bugnato, un piano superiore a due livelli con intelaiatura di colonne e paraste corinzie, una grande sala per le adunanze, un anfiteatro e infine un gabinetto di mineralogia e numismatica dotato di un'inedita cupola metallica.
Queste prime opere gli portarono un immediato successo e ben presto fu incaricato di importanti progetti, come quello tra il 1823 e il 1828 che mirava a costruire il centro finanziario-amministrativo della città, la Piazza della Banca, con tutti i suoi imponenti e importanti edifici: il Palazzo del Ministero delle Entrate e del Tesoro, il Palazzo del Ministro del Tesoro, il Palazzo della Borsa e della Banca di Polonia. A questi progetti ne seguirono altri, come la ricostruzione del Palazzo della Commissione per gli Affari Interni e della Polizia di Varsavia (1823, Palazzo Mostowski) o come il Palazzo della Commissione Governativa di Radom (1825-1827, Palazzo Sandomierski); ma il vero e proprio ambizioso, imponente e articolato progetto successivo sarà la costruzione del nuovo Grande Teatro di Varsavia (1825-1833), con il quale il Corazzi riuscì a dimostrare la notevole maturità raggiunta. A seguire vi fu la costruzione di dieci abitazioni private (tra il 1826 e il 1829, compresa la propria Villa Corazzi al numero 11 di via Wicjska) e l'edificazione del Palazzo del Dicastero della Commissione Governativa e Reggenza nel 1824, tutti edifici ubicati a Varsavia e tutti andati distrutti nel 1944; ancor prima di quest'ultimi progetti, vi era stato il progetto fuori Varsavia della nuova facciata della cattedrale di Lublino nel 1821.
Tra un progetto e l'altro, Corazzi intraprese un viaggio nel 1826 e visitò, tra le altre, le città di Berlino, Dresda e Monaco di Baviera in Germania e quelle di Milano, Bologna, Venezia e nuovamente Firenze in Italia, che lo ispirarono artisticamente e contribuirono a farlo maturare professionalmente; inoltre, proprio durante questo viaggio venne nominato accademico d'onore dell'Accademia di belle arti di Bologna, il 25 marzo di quell'anno.

#### Seconda fase: 1831–1846
Nel frattempo i dissapori politici in Polonia portarono alla cosiddetta Rivolta di Novembre (1830–1831), che fu una ribellione armata iniziata il 29 novembre 1830 a Varsavia contro l'Impero Russo. La rivoluzione, nonostante alcuni successi locali e l'ampia partecipazione dei popoli della Lituania, della Bielorussia e dell'Ucraina, venne repressa definitivamente il 21 ottobre 1831 e l'imperatore Nicola I di Russia decretò che d'ora in poi la Polonia occupata dai Russi avrebbe perso la sua autonomia e sarebbe diventata parte integrante dell'Impero Russo.
Dunque, in questa scena politica, Antonio Corazzi prese una manifesta e chiara presa di posizione a favore del movimento nazionale polacco; ma dopo l'esito nefasto per quest'ultimo e la perdita definitiva dell'autonomia della Polonia, l'architetto verrà progressivamente emarginato dai Russi e gli sarà impedito di avere un ruolo in tutte le varie cariche di prestigio e negli interventi pubblici maggiori. Così, il Corazzi dovette indirizzare la propria attività professionale soprattutto in direzione delle committenze private, rinunciando ai prestigiosi incarichi che avevano caratterizzato la prima fase della sua attività polacca. Nel frattempo dovette anche lavorare a più lavori di prima, visto che non solo questi erano meno prestigiosi e remunerativi, ma dovevano anche coprire lo sbilancio economico causato dalla decisione di ridurgli la sua retribuzione annua da 9.000 a 6.000 fiorini.
A questo difficile periodo risalgono molti progetto di vario genere, tra cui: i progetti di otto case private realizzate tra il 1832 e il 1835 e non più esistenti; la ristrutturazione di un edificio adibito a scuola militare e situato al numero 487 di via Miodowa, sempre nel 1832; la ricostruzione in veste di chiesa ortodossa della cosiddetta Cattedrale di Campo dell'Esercito Polacco degli Scolopi (verrà distrutta nel 1944 e successivamente ricostruita come chiesa cattolica), che lo tenne occupato tra il 1835 e il 1837 in collaborazione con l'architetto polacco Andrzej Gołoński; l'edificazione di una sontuosa villa per il barone Edward Rastawiecki a Dołhobyczów, nel distretto di Tomaszów, nel 1838; e la costruzione di tre case private e di un casino gotico, realizzati successivamente presso i viali della passeggiata pubblica e non più esistenti.
A questa tipologia di progetti, ci si affiancarono altri legati al mondo scolastico, essendo riuscito a conservare l'incarico di costruttore per il distretto scolastico di Varsavia, realizzando: il Palazzo del Ministro della Istruzione Pubblica e lo stabilimento in ordine ionico del Ginnasio Reale, entrambi tra il 1840 e il 1841; poi realizzò un edificio per la scuola ebraica a Varsavia, oltre che i tre ginnasi nelle città di Siedlce, Suwałki e Płock e anche l'edificio dell'Istituto Magistrale Popolare a Radzymin, tutti progettati tra il 1842 e il 1846.
Tra i progetti più rilevanti di questo periodo vi fu quello che il Corazzi ideò per il Monumento dei Lealisti e che, realizzato in ferro fuso e bronzo dorato e con un'altezza di 36 metri, verrà eretto nel 1841 per commemorare i "generali e colonnelli che non vollero prendere parte alla rivoluzione del 1830". Molto impopolare tra i locali e spesso devastato, il monumento verrà distrutto nel 1917; nonostante ciò, dalle testimonianze grafiche pervenute ci si può rendere conto di come il Corazzi avesse cercato di svincolarsi dalle rigide posizioni neoclassiche e di orientarsi invece verso elementi di eclettismo.
Ma dopo quasi trent'anni, dopo tutti questi progetti e a seguito di tutte queste vicende, alla fine Antonio Corazzi decise di abbandonare definitivamente la Polonia e tornare in Italia, lasciandosi alle spalle il suo considerevole passato e trasferendosi nuovamente a Firenze nel 1846.

### Ritorno in Italia e attività a Firenze

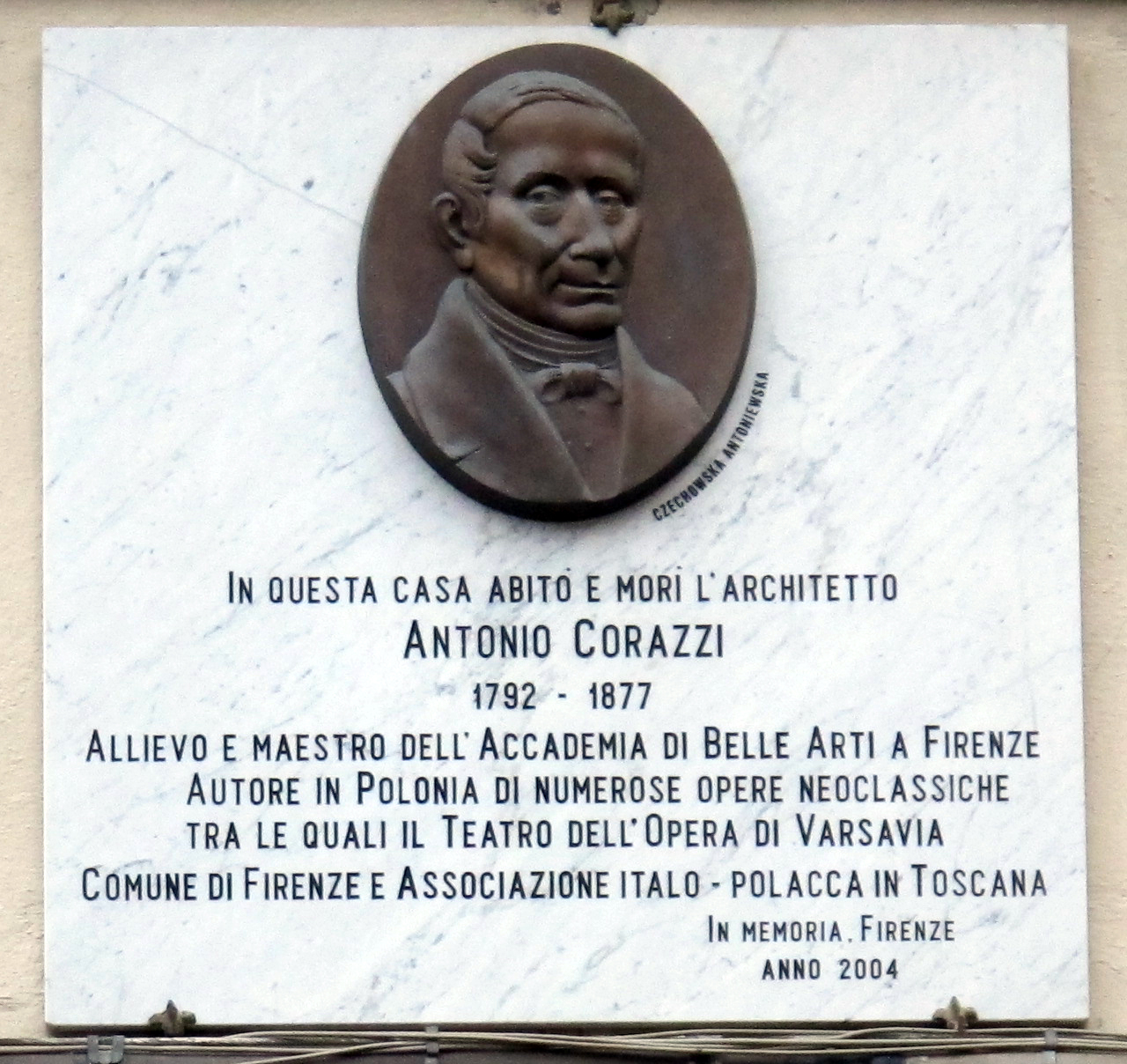
Lapide commemorativa sulla facciata dell'abitazione e luogo di morte dell'architetto Antonio Corazzi, collocata nel 2004 e recante un medaglione bronzeo in bassorilievo con il ritratto di Corazzi realizzato dalla scultrice polacca Wiktoria Czechowska (via dell'Agnolo n. 61, casa dei Minimi, Firenze, Italia)

Il ritorno in patria, tuttavia, non si rivelerà un risvolto più felice del suo ultimo periodo polacco, essendosi dovuto scontrare ancora una volta con il difficile ambiente professionale fiorentino, che non accolse con favore il Corazzi; difatti vi erano vari fattori contro di lui, che comprendevano inevitabilmente quelli causati dal suo lungo soggiorno all'estero e quindi la sua totale assenza dall'ambiente toscano, che si tradussero nella mancanza di legami con i protagonisti della scena architettonica locale e di quelli con la classe politica della Toscana. Oramai in città erano altri gli architetti della sua generazione ad essersi affermati, come il Baccani e il Martelli, facendo in modo che negli ultimi decenni della sua carriera il Corazzi rimanesse ai margini delle vicende artistiche che coinvolsero la scena architettonica di quegli anni e così fu precluso dalle adeguate prospettive professionali che teoricamente sarebbero dovute spettare a un architetto di quel calibro e con quell'autorevole bagaglio di esperienza.
Proprio a fronte della sua illustre attività in Polonia, il Corazzi venne nominato accademico di architettura nell'autunno del 1847 all'Accademia di belle arti di Firenze; la nomina venne promossa dai colleghi architetti Michelacci, Minucci e il già citato Baccani, che, oltre ad aver considerato la sua esperienza polacca, richiesero questo riconoscimento come "giusto tributo di lode a quell'artista altronde conosciuto per la dolcezza e squisito carattere". Ma, nonostante i riconoscimenti accademici, l'attività e la vita di quest'ultimo periodo furono caratterizzate essenzialmente da gravi problemi economici, dalla partecipazione alle numerose commissioni istituite dalle belle arti, da interventi parziali e ristrutturazioni e dagli ambiziosi e mai realizzati progetti proposti in relazione alle vicende dell'epoca, che videro il suo interesse particolarmente per interventi su scala urbana; difatti dell'attività di questo periodo non rimangono opere realizzate ma numerosi disegni di progetti ideati invano.
Accanto all'intensa attività progettuale di Corazzi ci fu la sua effettiva attività professionale, che venne concentrata essenzialmente su progetti per commissioni private. Tra i progetti veramente realizzati, vi fu quello che lo tenne impegnato tra il 1861 e il 1862 e che venne ideato per un villino su commissione del pittore Luigi Rubio, che fu costruito all'angolo fra l'attuale Corso Italia e il piazzale all'inizio del Parco delle Cascine.
Tra i suoi ultimi riconoscimenti vi furono la nomina ad accademico di architettura dell'Accademia di belle arti di Perugia il 1º ottobre 1862 e, successivamente, la nomina a socio di merito dell'Accademia dei Virtuosi al Pantheon a Roma il 16 maggio 1864.

### Vita privata e morte
Corazzi si sposò due volte: in prime nozze sposò Rosa Benedetti nel 1826 e, rimasto vedovo, si risposò in seconde nozze con Veronica Anna Piccinini nel novembre del 1855. Da quest'ultima ebbe tre figli, che contribuirono loro malgrado ad aggravare le inadeguate risorse economiche dell'architetto, che furono un insistente problema per tutto il resto della sua vita, visto che la pensione ottenuta dal governo polacco non fu mai sufficiente a liberarlo dalle difficoltà del quotidiano.
Oramai in stato di abbandono e povertà, Antonio Corazzi morì a Firenze il 26 aprile 1877.

## Allievi
Tra i suoi studenti e collaboratori si ricordano:
- Alfons Kropiwnicki[1][2]
- Adam Idźkowski[1][2]
- Stefan Baliński[1][2]
- Adolf Loewe[2]
- L. Kozubowski[1]
- I. Górecki[1]

## Opere

### Firenze, 1818
- Arena del Teatro Goldoni, inaugurata nel 1818 (Firenze, Italia)[1]

### Polonia, 1819–1846

#### Prima fase: 1819–1830
- Ricostruzione della Casa della Società di Beneficenza, 1819 (Varsavia, Polonia)[1]
- Palazzo Hołowczyc, 1820 (Varsavia, Polonia; demolito nel 1912)[1]
- Palazzo Staszic (Varsavia, Polonia)[1]
- Palazzo del Ministero delle Entrate e del Tesoro, 1823-1825 (Varsavia, Polonia)[1]
- Palazzo del Ministro del Tesoro, 1825-1830 (Varsavia, Polonia)[1]
- Palazzo della Borsa e della Banca di Polonia, 1825-1828 (Varsavia, Polonia)[1]
- Palazzo Mostowski, 1823-1824 (Varsavia, Polonia)[1]
- Palazzo Sandomierski, 1825-1827 (Radom, Polonia)[1]
- Grande Teatro (Varsavia, Polonia)[1]
- Palazzo del Dicastero della Commissione Governativa e Reggenza, 1824 (distrutto nel 1944)[1]
- Dieci abitazioni private (tra cui Villa Corazzi in via Wicjska n. 11), 1826-1829 (distrutte nel 1944)[1]
- Cattedrale di Lublino, ricostruzione della nuova facciata nel 1821[1]
- Palazzo della Banca (Varsavia, Polonia)[1]
- Edificio dell'ex Camera dell'Acqua, 1824-1825 (Varsavia, Polonia)
- Palazzo Śleszyński, 1826 (Varsavia, Polonia)
- Edificio dell'Ufficio Postale Polacco, 1827-1828 (Siedlce, Polonia)
- Palazzo di Jan Kulikiewicz, 1828-1829 (Varsavia, Polonia)
- Museo Maria Konopnicka, 1826–1827 e 1835–1836 (Suwałki, Polonia)

#### Seconda fase: 1831–1846
- Otto abitazioni private, 1832-1835 (non più esistenti)[1]
- Ristrutturazione nel 1832 di un edificio, allora adibito a scuola militare, situato al numero 487 di via Miodowa[1]
- Ricostruzione in veste di chiesa ortodossa della cosiddetta Cattedrale di Campo dell'Esercito Polacco degli Scolopi, tra il 1835 e il 1837 in collaborazione con l'architetto polacco Andrzej Gołoński (verrà distrutta nel 1944 e successivamente ricostruita come chiesa cattolica)[1]
- Villa per il barone Edward Rastawiecki, 1838 (Dołhobyczów, Polonia)[1]
- Tre abitazioni private e un casino gotico (non più esistenti)[1]
- Palazzo del Ministro della Istruzione Pubblica, 1840-1841 (Varsavia, Polonia)[1]
- Ginnasio Reale, 1840-1841 (Varsavia, Polonia)[1]
- Edificio per la scuola ebraica, 1842-1846 (Varsavia, Polonia)[1]
- Ginnasio di Siedlce, 1842-1846 (Polonia)[1]
- Ginnasio di Suwałki, 1842-1846 (Polonia)[1]
- Ginnasio di Płock, 1842-1846 (Polonia)[1]
- Edificio dell'Istituto Magistrale Popolare, 1842-1846 (Radzymin, Polonia)[1]
- Monumento dei Lealisti, eretto nel 1841 a Varsavia (distrutto nel 1917)[1]

### Firenze, 1846–1877
- Villino per il pittore Luigi Rubio (Firenze, Italia)[1][9]

## Galleria d'immagini

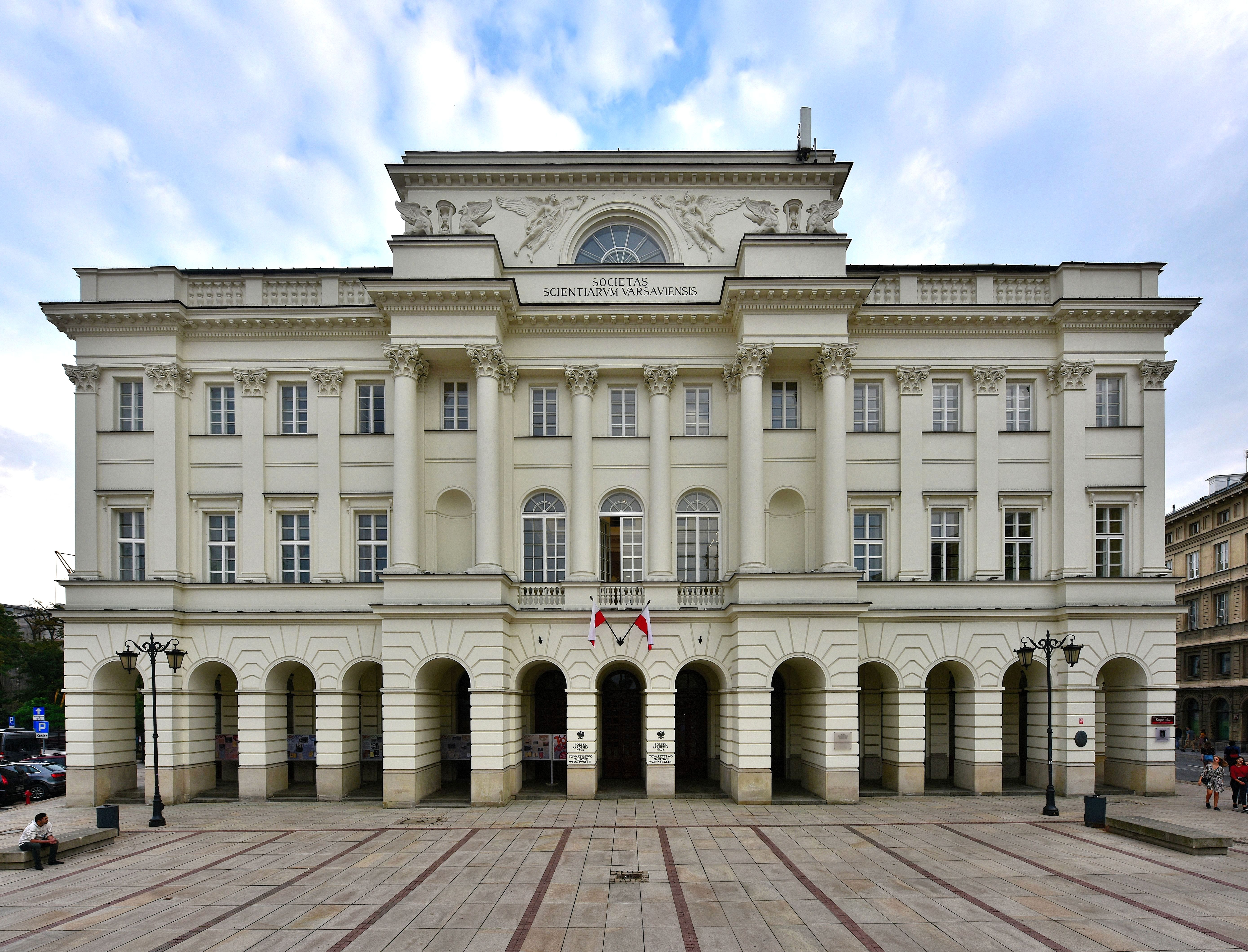
Palazzo Staszic (1820-23) a Varsavia
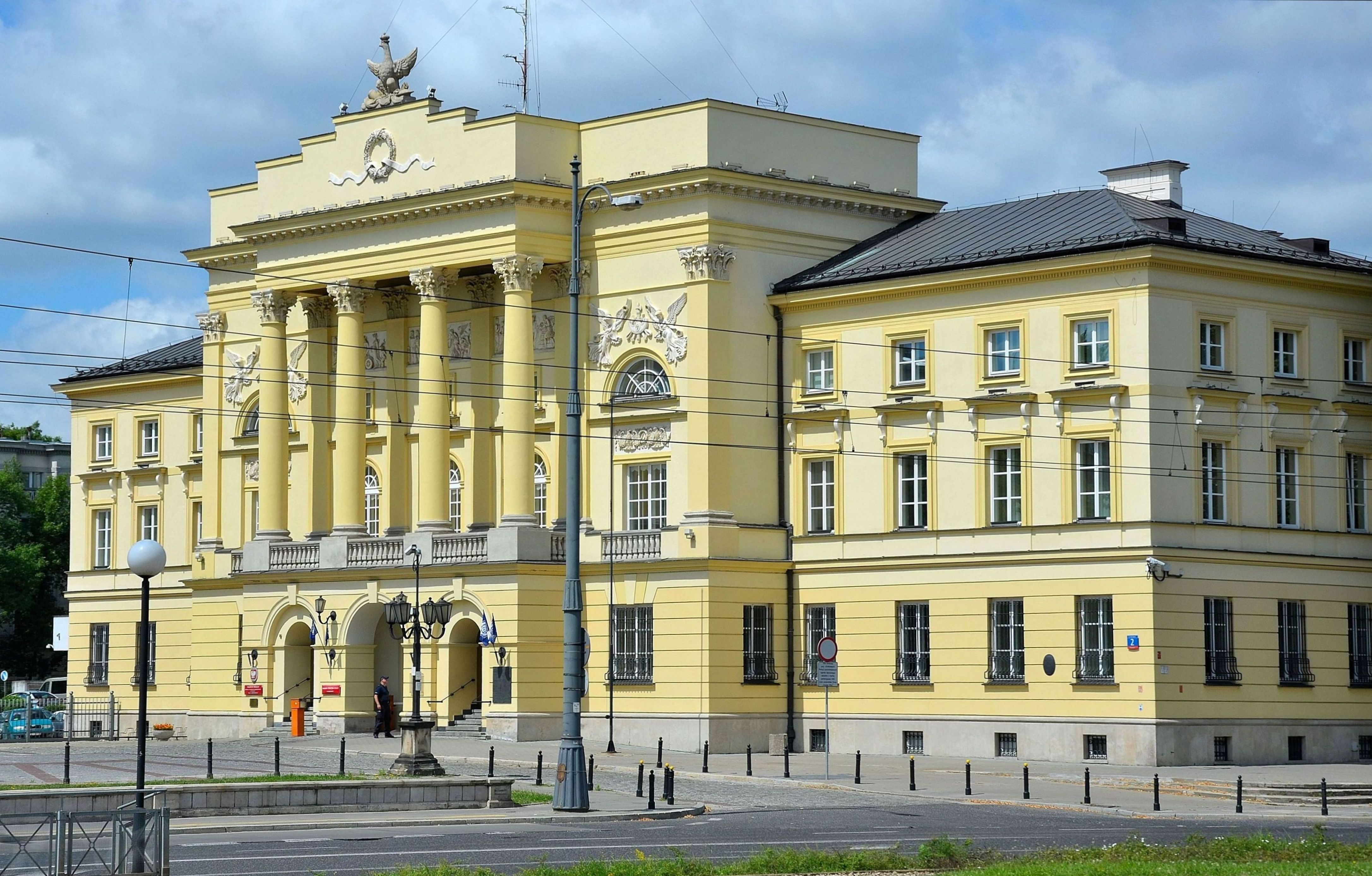
Palazzo Mostowski (1823-24) a Varsavia
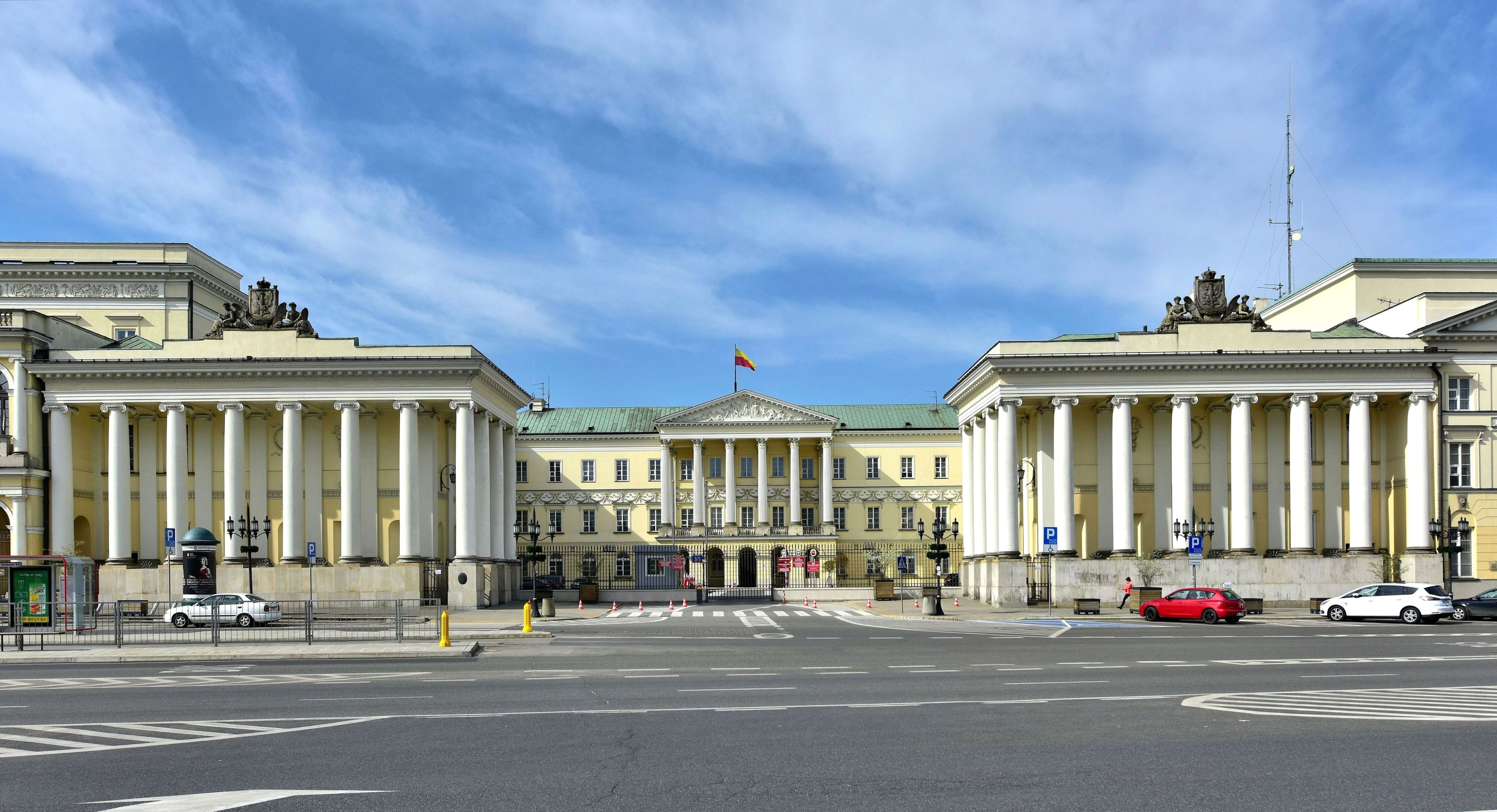
Palazzo del Ministero delle Entrate e del Tesoro (1823-25) a Varsavia
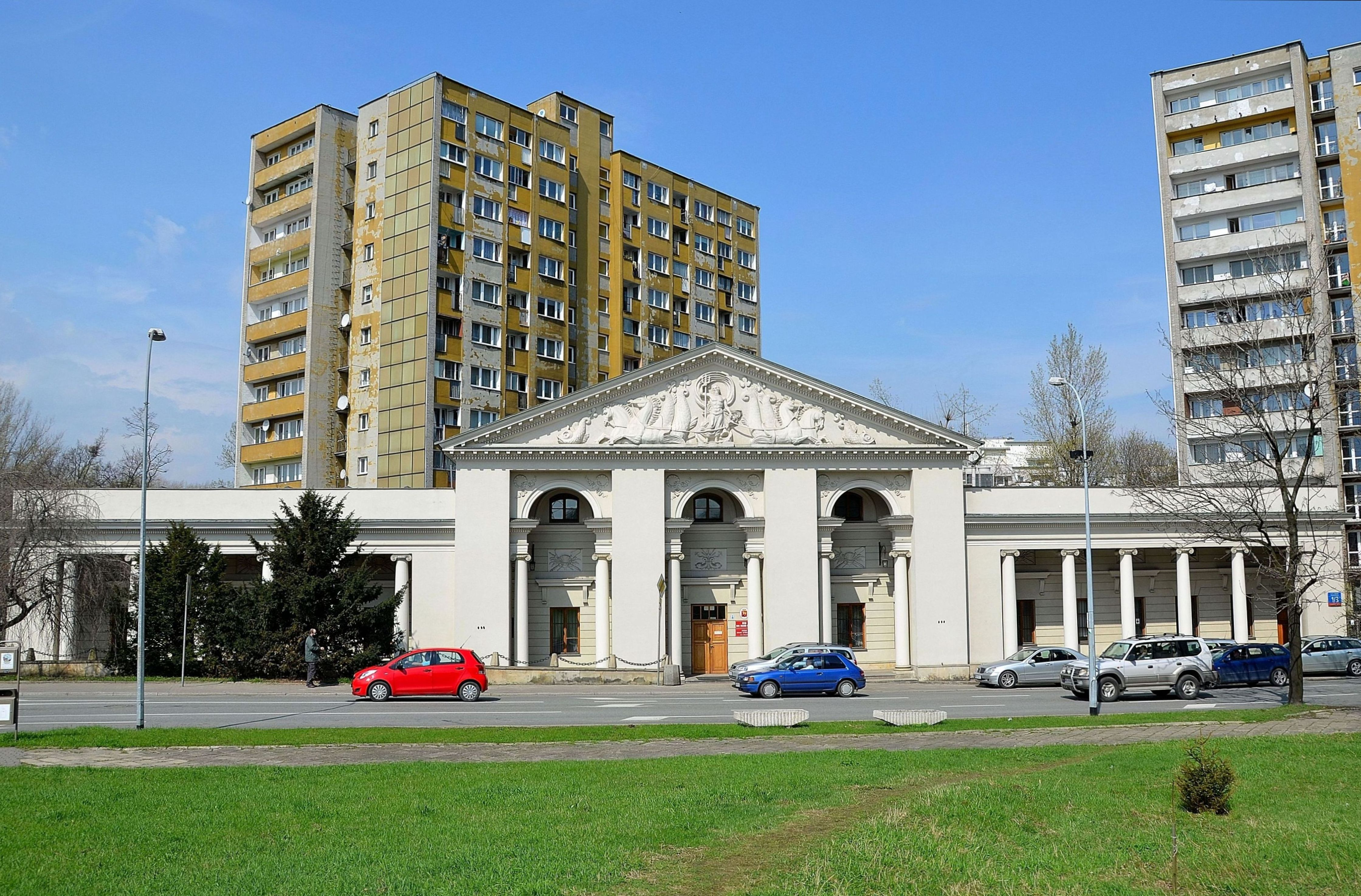
Edificio dell'ex Camera dell'Acqua a Varsavia (1824-25)
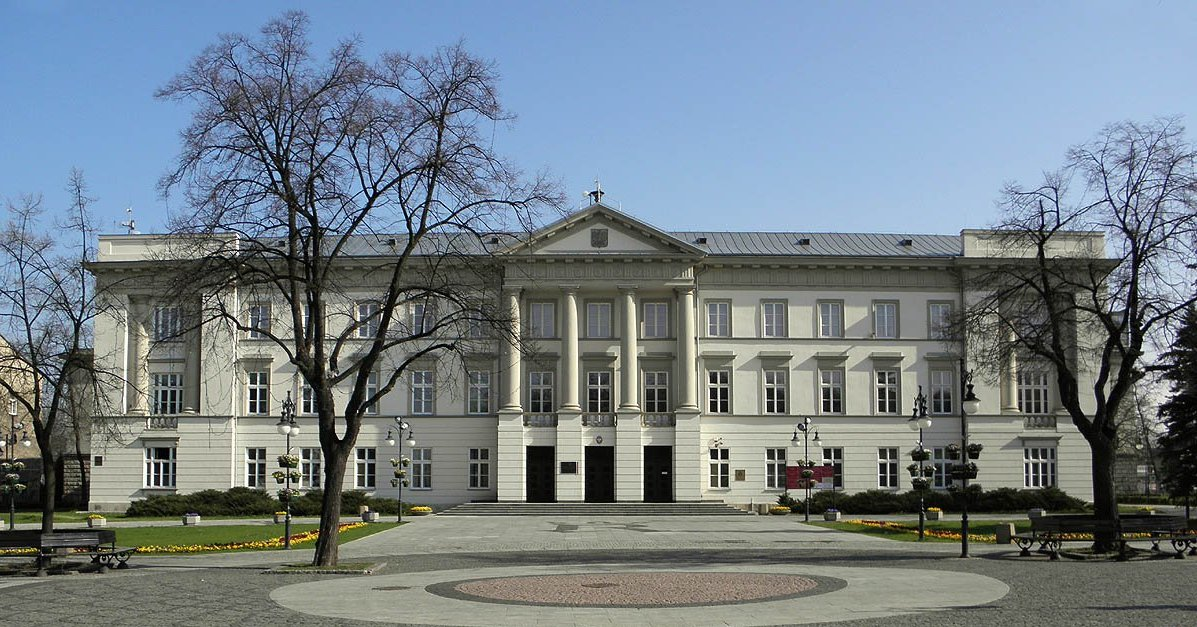
Palazzo Sandomierski (1825-27) a Radom
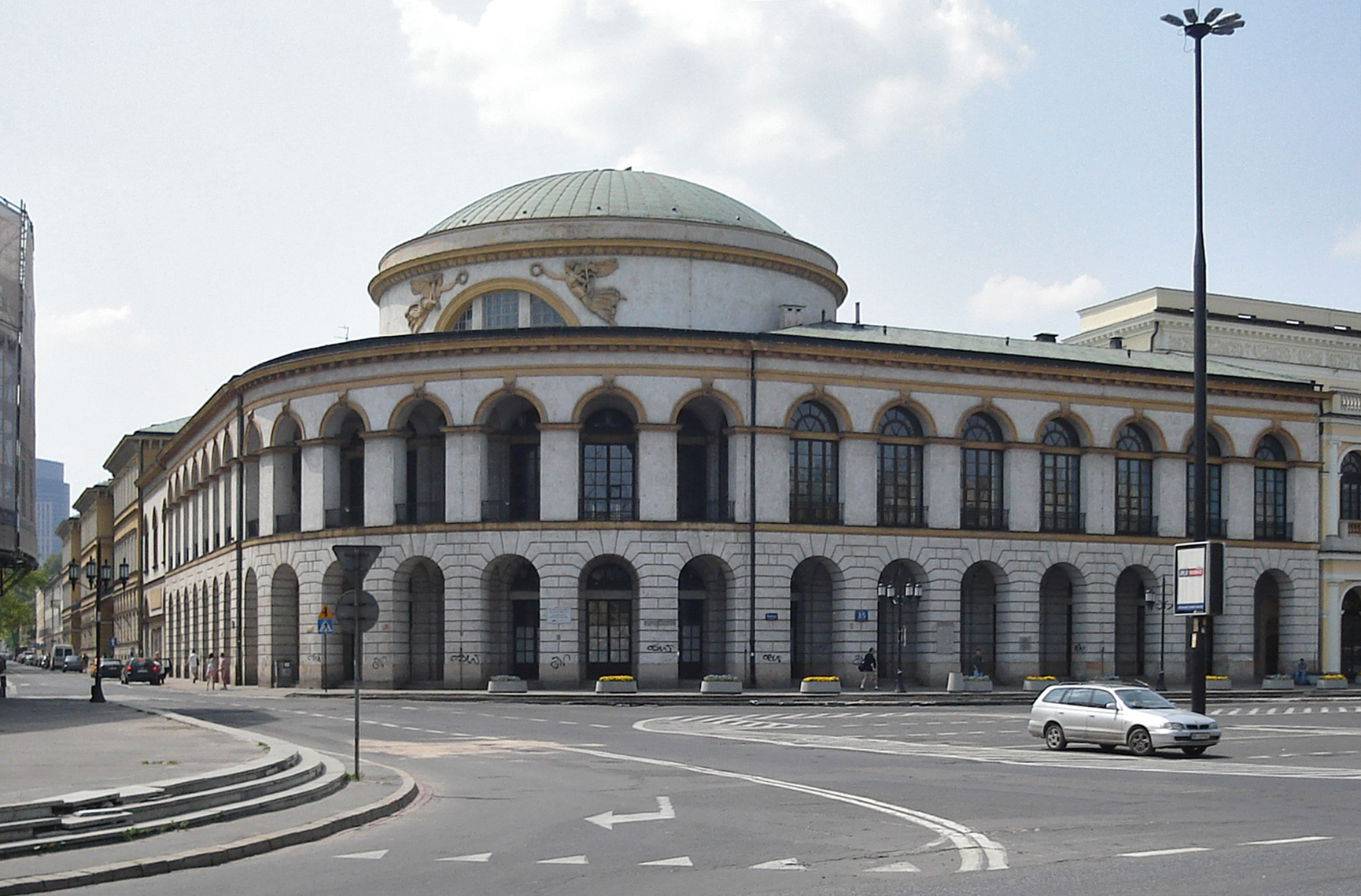
Palazzo della Borsa e della Banca di Polonia (1825-28) a Varsavia
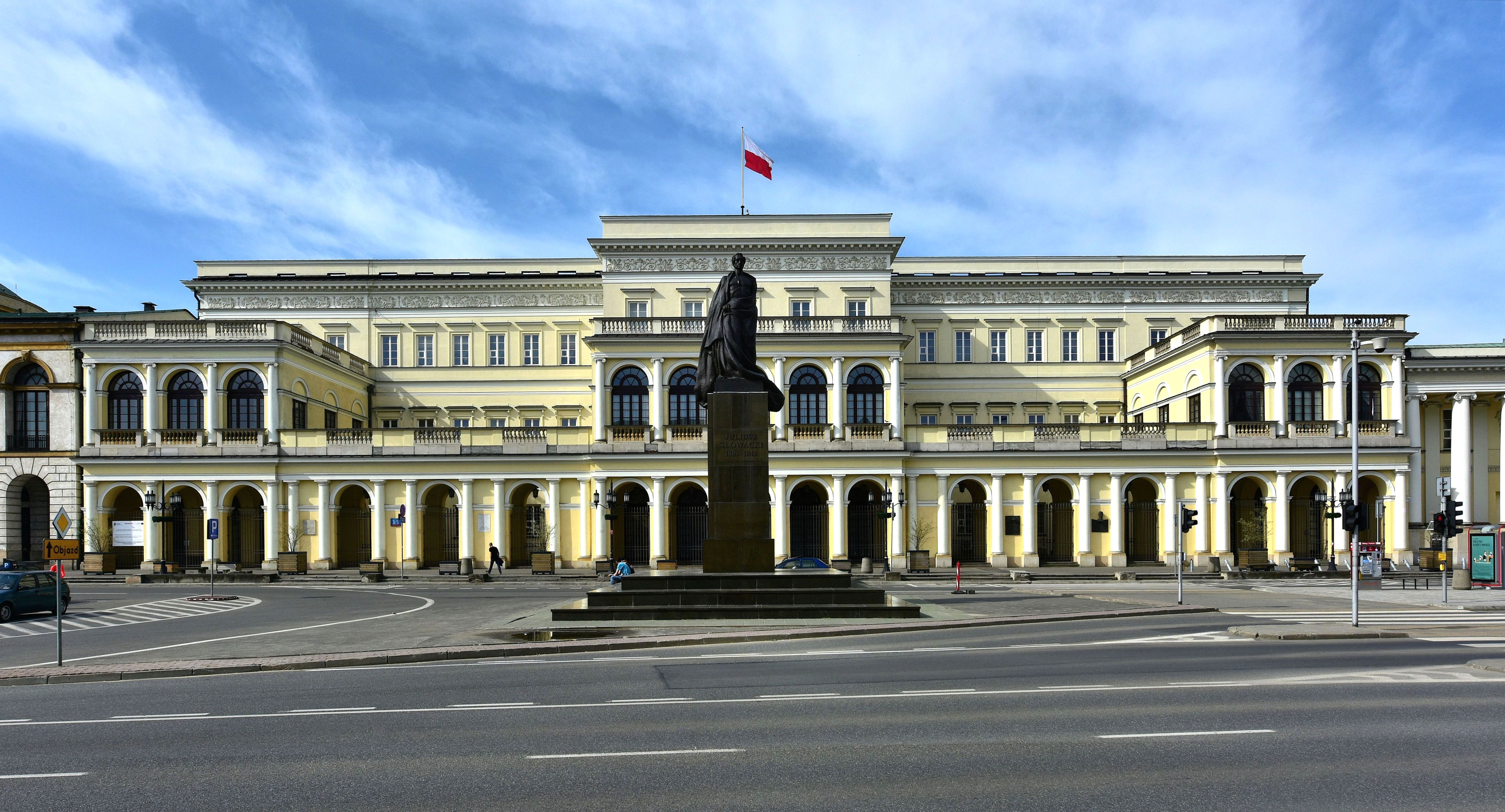
Palazzo del Ministro del Tesoro (1825-30) a Varsavia
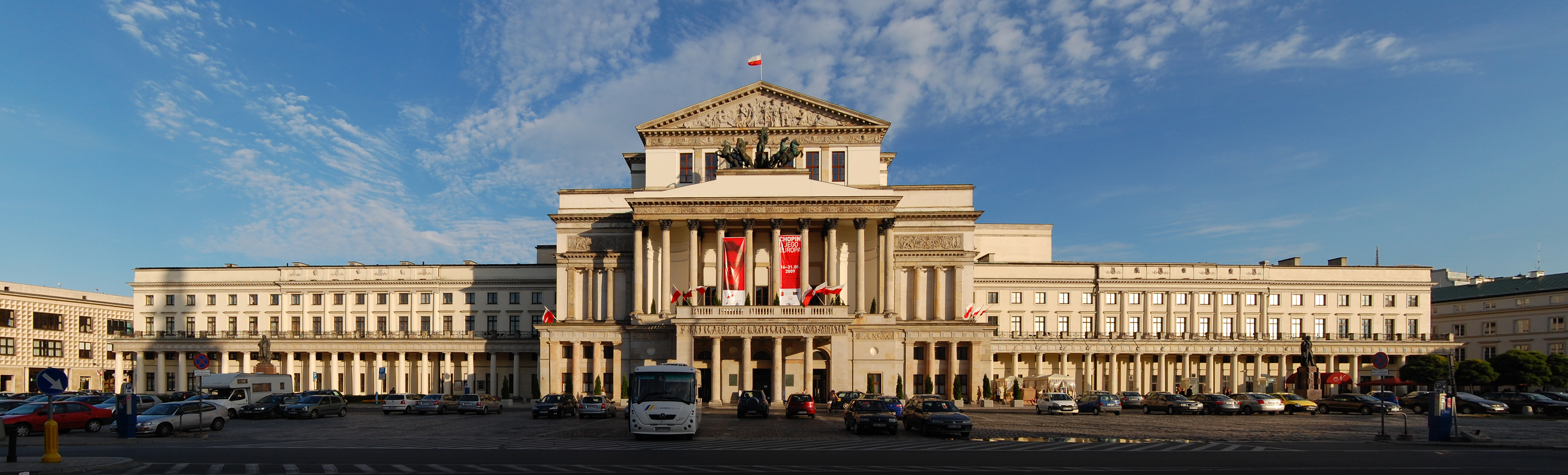
Grande Teatro di Varsavia (1825-33)
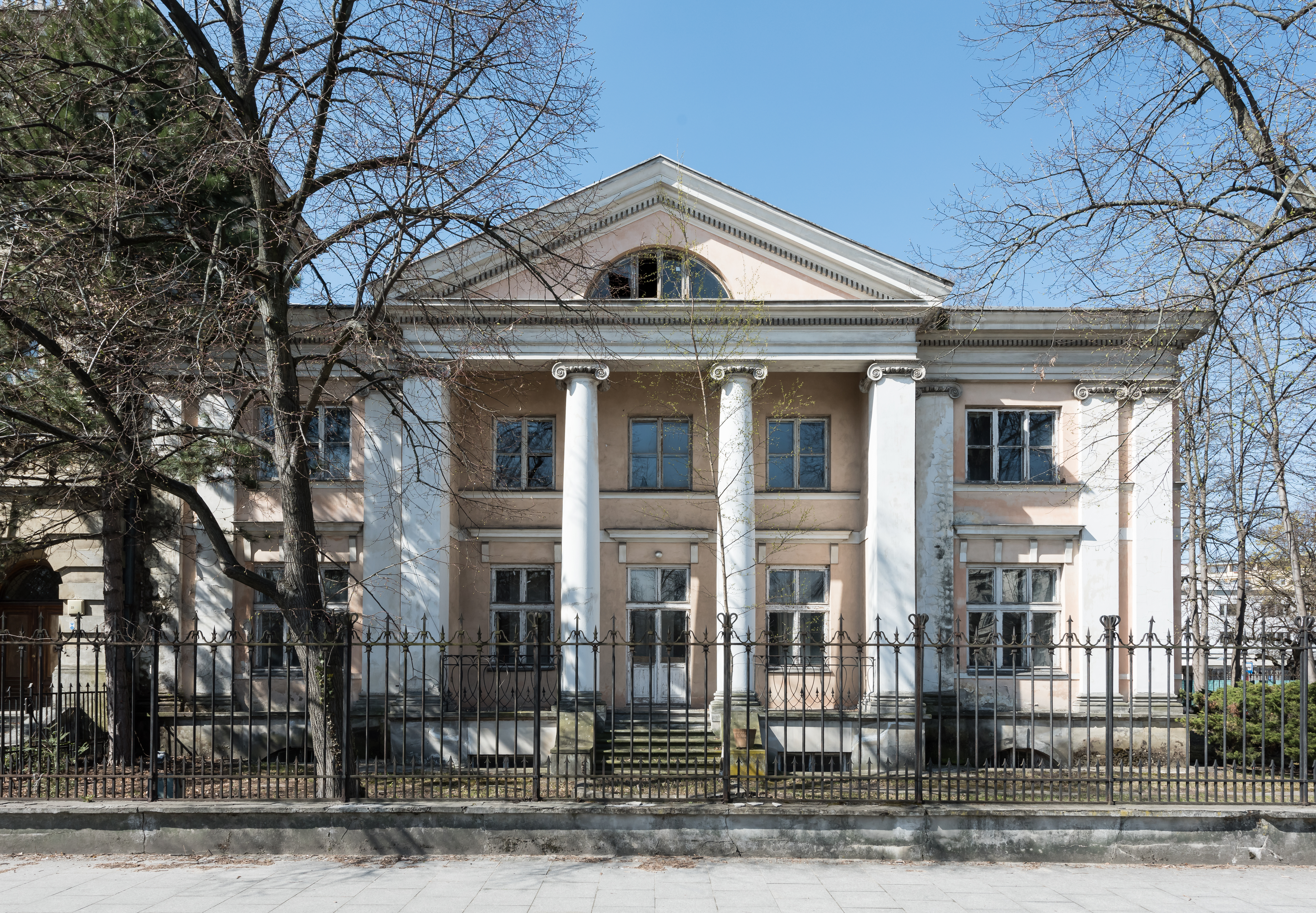
Palazzo Śleszyński (1826) a Varsavia
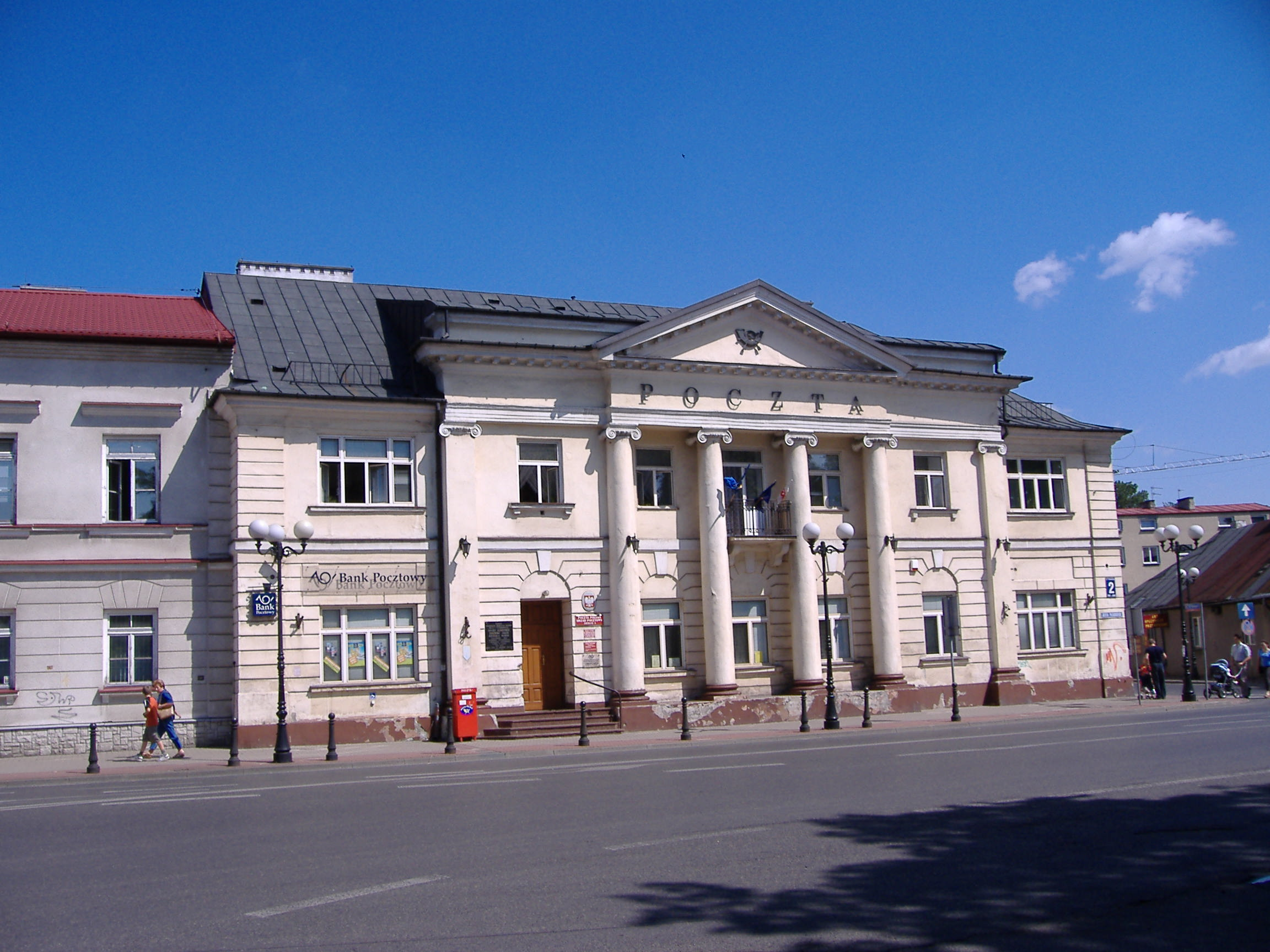
Edificio dell'Ufficio Postale Polacco (1827-28) a Siedlce
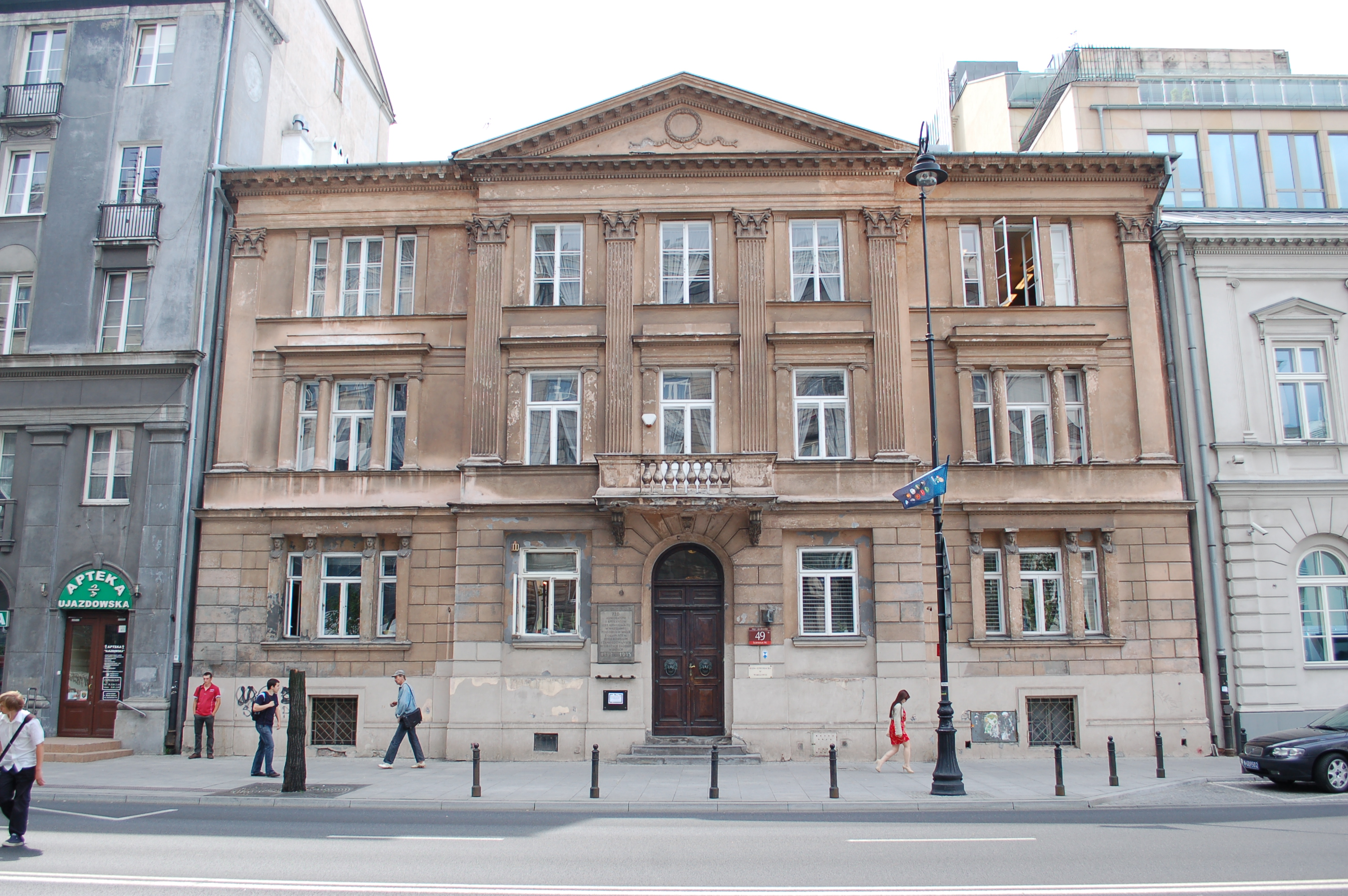
Palazzo di Jan Kulikiewicz (1828-29) a Varsavia

## Onorificenze e omaggi

### Omaggi
- Nella città di Varsavia, capitale della Polonia, dove l'architetto Antonio Corazzi lavorò per quasi trent'anni, gli è stata dedicata una strada a suo nome: via Antonio Corazzi (in polacco: ulica Antonia Corazziego).[10][11][12][13][14]

- Nella città italiana di Firenze, in Toscana, gli è stata dedicata una lapide commemorativa sulla facciata della casa fiorentina nella quale abitò e morì; questa venne affissa nel 2004 dal Comune di Firenze e dall'Associazione Italo-Polacca in Toscana, con un ritratto bronzeo dell'architetto realizzato in bassorilievo dalla scultrice polacca Wiktoria Czechowska.[8]